# 馮僕
馮僕（ふう ぼく、550年 - 585年頃）は、南朝陳の人物。本貫は長楽郡信都県。北燕の第2代天王馮跋の従子の馮業（馮万泥の子）の玄孫。

## 経歴
梁の高涼郡太守の馮宝（羅州刺史の馮融の子）と洗夫人の子として生まれた。永定2年（558年）、嶺南の首領たちを率いて陳に入朝すると、陽春郡太守に任じられた。太建元年（569年）、広州刺史の欧陽紇が反乱を計画し、馮僕を高安に召し出し、一緒に反乱をおこすよう説得した。馮僕は使者を国元に帰らせて母に知らせると、洗夫人は兵を動員して郡境を封鎖し、陳の将軍の章昭達を迎えて反乱討伐に協力した。馮僕は母の功により、信都侯に封じられ、平越中郎将の位を加えられ、石竜郡太守に転じた。
至徳年間に死去した。隋の文帝のとき、崖州総管の位を追贈され、宋康郡公に追封された。

## 子女
- 馮魂
- 馮暄
- 馮盎

## 伝記資料
- 『隋書』巻80 列伝第45
- 『北史』巻91 列伝第79